# 1941
 Тази статия е за годината.  За филма вижте 1941 (филм).  

## Събития
- 24 февруари – Япония провъзгласява за своя територия островите в Океания.
- 1 март – България се присъединява към Тристранния пакт
- 22 юни – Втора световна война: начало на плана на Нацистка Германия за нападение над СССР – „Барбароса“
- 7 декември – нападение над американската военноморска база в Пърл Харбър (Хавай), довело до влизането на САЩ във Втората световна война.

## Родени
- Димитър Ценов, български поет († 1989 г.)
- 3 януари – Кръстана Стоева, българска скиорка, състезателка по ски бягане († 2004 г.)
- 4 януари – Джордж Косматос, италиански режисьор († 2005 г.)
- 8 януари
  - Борис Валехо, американски илюстратор
  - Греъм Чапман, британски актьор и писател († 1989 г.)
- 9 януари – Цветан Северски, български писател
- 21 януари
  - Георги Костов, български композитор и политик († 2024 г.)
  - Пласидо Доминго, испански оперен певец
- 30 януари
  - Грегъри Бенфорд, американски писател
  - Дик Чейни, вицепрезидент на САЩ (в екипа на Джордж У. Буш)
- 31 януари
  - Георги Марковски, български писател († 1999 г.)
  - Йожен Тер'Бланш, граждански активист в РЮА († 2010 г.)
- 3 февруари – Едуард Володарски, руски писател († 2012 г.)
- 8 февруари – Ник Нолти, американски актьор и продуцент
- 18 февруари – Кънчо Аврамов, български скулптор († 2011 г.)
- 22 февруари – Весо Парцала, български комик († 2019)
- 23 февруари – Венцеслав Андрейчев, български ядрен физик († 2001 г.)
- 24 февруари – Сам Лундвал, шведски фантаст, певец и композитор
- 5 март – Нона Гаприндашвили, грузинска шахматистка и световен шампион за жени (1962 – 1978)
- 6 март – Майкъл Горман, американски библиотекар
- 8 март
  - Андрей Александрович Миронов, съветски] филмов и театрален актьор, режисьор, поп певец († 1987 г.)
  - Иван Илиеф, белгийски политик
- 10 март – Васил Романов, български футболист
- 16 март – Бернардо Бертолучи, италиански режисьор
- 18 март
  - Волфганг Бауер, австрийски писател († 2005 г.)
  - Уилсън Пикет, американски певец († 2006 г.)
- 25 март – Ерхард Бузек, австрийски политик
- 26 март – Ричард Докинс, Британски биолог
- 27 март – Саркис Бохосян, български шахматист
- 31 март – Чавдар Червенков, български офицер и дипломат
- 1 април – Рашко Сугарев, български писател († 1995 г.)
- 5 април – Александър Шурбанов, български учен, писател и преводач
- 8 април – Илка Зафирова, българска театрална и филмова актриса
- 14 април – Джули Кристи, британска актриса
- 16 април – Борис Данков, български писател
- 24 април – Недялка Керанова, българска народна певица († 1996 г.)
- 25 април – Бертран Таверние, френски режисьор
- 27 април – Фетхуллах Гюлен, турски ислямовед († 2024 г.)
- 28 април – Ан-Маргрет, шведско-американска актриса, певица и танцьорка
- 6 май – Гена Димитрова, българска оперна певица († 2005 г.)
- 8 май – Жоржета Чакърова, българска актриса
- 13 май – Ричи Валънс, американски музикант († 1959 г.)
- 15 май
  - Атанас Джурджев, български кардиолог
  - Робърт Ковалски, американски логик
- 19 май – Нора Ефрон, американска писателка, сценарист и режисьор († 2012 г.)
- 22 май – Борис Гуджунов, български поп певец († 2015 г.)
- 23 май
  - Кръстю Пастухов, журналист, писател и поет
  - Мариана Аламанчева, българска актриса († 2018 г.)
- 28 май – Гунтрам Веспер, немски писател
- 2 юни – Динко Дерменджиев, български футболист
- 3 юни – Моника Марон, немска писателка
- 4 юни – Екатерина Йосифова, българска поетеса († 2022 г.)
- 5 юни – Бойко Димитров, български политик
- 5 юни – Едуард Олтман, американски икономист
- 9 юни – Джон Лорд, английски рокпианист и композитор († 2012 г.)
- 10 юни – Георги Янакиев, български състезател по мотокрос († 2014 г.)
- 12 юни – Чък Кърия, американски пианист и композитор
- 24 юни – Юлия Кръстева, френски философ
- 28 юни – Олга Борисова, българска народна певица
- 1 юли – Майрън Шолс, канадски икономист, лауреат на Нобелова награда за икономика през 1997 г.
- 4 юли – Томаж Шаламун, словенски поет († 2014 г.)
- 5 юли
  - Барбара Фришмут, австрийска писателка
  - Евлоги Йорданов, български футболист
- 26 юли – Красимир Спасов, български режисьор († 2024 г.)
- 28 юли – Колин Хигинс, американски сценарист, продуцент и режисьор († 1988 г.)
- 29 юли – Розмари Стателова, български учен-музиколог
- 8 август – Николай Поляков, български режисьор
- 10 август – Александър Вълчев, български инженер († 2012 г.)
- 12 август – Димитър Якимов, български футболист
- 13 август – Петър Славов, български барабанист († 2008 г.)
- 14 август
  - Дейвид Кросби, американски китарист и певец († 2023 г.)
  - Тома Спространов, български музиковед и журналист
- 20 август – Слободан Милошевич, сръбски политик († 2006 г.)
- 27 август – Сезария Евора, кабовердийска певица († 2011 г.)
- 31 август – Волфганг Хилбиг, немски писател († 2007 г.)
- 4 септември – Александър Шаламанов, български футболист
- 9 септември
  - Отис Рединг, американски соул изпълнител († 1967 г.)
  - Станислав Стратиев, български писател и драматург († 2000 г.)
  - Георги Каменов, български футболист
  - Денис Ричи, компютърен специалист († 2011 г.)
- 10 септември – Христо Маринчев, български футболист
- 13 септември – Никола Съботинов, български физик
- 15 септември
  - Флориан Алберт, унгарски футболист († 2011 г.)
  - Мирослав Хермашевски, полски космонавт († 2022 г.)
  - Виктор Зубков, министър-председател на Русия
  - Стоян Маринов, български футболист
- 19 септември – Жерар Корбио, белгийски режисьор
- 21 септември
  - Джеймс Улси, американски политик
  - Кремена Станчева, българска народна певица († 2013 г.)
- 22 септември – Здравко Чолаков, литературовед, професор, университетски преподавател (СУ) († 2014 г.)
- 25 септември – Михаил Гьонин, български футболист
- 26 септември – Димитър Илиев, български футболист
- 28 септември – Едмунд Щойбер, германски политик
- 4 октомври – Ан Райс, американска писателка († 2021 г.)
- 7 октомври – Борис Гаганелов, български футболист и треньор по футбол
- 8 октомври – Джеси Джексън, американски борец за граждански права
- 10 октомври – Питър Койот, американски актьор
- 17 октомври – Виден Апостолов, български футболист
- 23 октомври – Игор Смирнов, президент на Приднестровската Молдовска република
- 6 ноември – Мико Богданов, български поет и художник
- 12 ноември – Хисарския поп, български певец
- 13 ноември – Марие Ротрова, чешка певица
- 19 ноември – Иванка Христова, българска лекоатлетка
- 23 ноември – Франко Неро, италиански актьор
- 24 ноември – Пийт Бест, британски музикант
- 27 ноември – Даниъл Дейвид Нтанда Нсереко, угандийски юрист
- 28 ноември – Ноел Клаудио Кабрера, филипински дипломат
- 18 декември – Джак Холдеман, американски писател
- 28 декември – Елза Будау, словенска текстописка и писателка
- 30 декември – Бруно Парма, словенски шахматист
- 31 декември – Алекс Фъргюсън, шотландски футболен треньор

## Починали
- Анна Кандиларова, българска просветна деятелка
- Димитър Хаджидинев, български общественик
- Константий Русис, гръцки духовник
- 1 януари – Петър Попарсов, български революционер и общественик
- 4 януари – Анри Бергсон, френски философ
- 8 януари
  - Робърт Бейдън-Пауел, основател на скаутското движение (р. 1857 г.)
  - Робърт Бейдън-Пауъл, основател на скаутското движение
- 11 януари – Емануел Ласкер, немски шахматист и световен шампион по шах (1894 – 1920) (р. 1868 г.)
- 13 януари – Джеймс Джойс, ирландски писател и поет
- 23 януари – Добри Христов, български композитор (р. 1875 г.)
- 2 февруари – Янко Сакъзов, български политик, социалдемократ (р. 1860 г.)
- 8 февруари – Христо Паков, български военен деец
- 17 февруари – Димитър Ляпов, български революционер и публицист
- 4 март – Лудвиг Квиде, германски политик
- 8 март – Шъруд Андерсън, американски писател
- 11 март – Иван Шкойнов, български военен деец
- 13 март – Аркадий Екатов, съветски летец-изпитател
- 31 март – Иван Красновски, български юрист и политик
- 3 април – Пал Телеки, унгарски политик (р. 1879 г.)
- 6 април – Велизар Лазаров, български военен деец и спортен функционер
- 17 април – Владимир Чорович, сръбски историк
- 7 май – Джеймс Джордж Фрейзър, британски антрополог
- 29 юни – Игнаци Падеревски, полски пианист и композитор
- 3 юли – Марк Никълсън, английски футболист
- 11 юли – Артър Евънс, английски археолог
- 7 август – Рабиндранат Тагор, индийски писател и философ, лауреат на Нобелова награда за литература през 1913 г. (р. 1861 г.)
- 31 август – Марина Цветаева, руска поетеса (р. 1892 г.)
- 2 септември – Коле Неделковски, македонски поет (р. 1912 г.)
- 11 септември – Кръстьо Раковски, български, румънски, съветски политик и дипломат (р. 1873 г.)
- 19 септември – Аце Дорев, български революционер
- 20 септември – Михаил Кирпонос, съветски офицер
- 27 септември – Никола Ботушев, деец на БКП
- 9 октомври – Аврам Гачев, български политик
- 13 октомври – Франтишек Билек, чешки скулптор, архитект и приложник (р. 1872 г.)
- 1 ноември – Христо Ников, деец на БКП
- 6 ноември – Морис Льоблан, френски писател
- 25 ноември – Педро Агире Серда, чилийски политик и президент (1938 – 1941) на Чили (р. 1879 г.)

## Нобелови награди
- Физика – наградата не се присъжда
- Химия – наградата не се присъжда
- Физиология или медицина – наградата не се присъжда
- Литература – наградата не се присъжда
- Мир – наградата не се присъжда